# Tsukamurella strandjordii
Tsukamurella strandjordii es una bacteria grampositiva del género Tsukamurella. Descrita en el año 2001 cómo Tsukamurella strandjordae y posteriormente corregida. Su etimología hace referencia a Paul Strandjord, de la Universidad de Washington. Es aerobia. Forma colonias con pigmentación amarilla, rugosas. Crece a 28 y 35 °C pero no a 42 °C. Catalasa positiva. Sensible a imipenem, amikacina, claritromicina, ciprofloxaicno y trimetroprim-sulfametoxazol. Resistente a cefoxitina, cefotaxima, tobramicina, eritromicina y azitromicina. El primer aislamiento fue de varios hemocultivos de una niña de 5 años con sepsis y leucemia mielógena en Washington, y también se ha aislado de pacientes con bacteriemia por catéter y de esputo.